# Beggingen
Beggingen é uma comuna da Suíça, no Cantão Schaffhausen, com cerca de 522 habitantes. Estende-se por uma área de 12,58 km², de densidade populacional de 41 hab/km². Confina com as seguintes comunas: Blumberg (DE - BW), Hemmental, Merishausen, Schleitheim.
A língua oficial nesta comuna é o Alemão.